# トム・レーン
トム・レーン（Thomas G. (Tom) Lane、1955年9月18日 - ）は、オープンソースソフトウェアプログラマ。 2000年の調査で、オープンソースソフトウェアのソースコードに貢献した10人のうちの1人に選ばれている。 

## 経歴
- 1990年、トム・レーンはカーネギーメロン大学にて、計算機科学のPh.D.を取得した。
- 2000年7月、PostgreSQLのサポートを行うGreat Bridgeという企業に入社した。[2]しかし、同社は2001年秋に倒産した。[3]
- その後、"Red Hat Database"と呼ばれたPostgreSQLのレッドハット版を開発するために、当時、Great Bridgeの競合会社であったレッドハットに転職した。[4] Red Hat Databaseプロジェクトは中止になったが、トム・レーンはPostgreSQLの開発を行うために同社で勤務を続けた。[5]
- 2013年5月に行われたPGCon2013の最中、セールスフォース・ドットコム（現・セールスフォース）へ転職し、PostgreSQL開発を行うことが発表された。[6]
- 2015年10月、Crunchy Data Solutions へ転職した。[7]

## OSSにおける主な活動
トム・レーンのOSSにおける主な活動には以下のものがある。
- libjpegの開発を行うIndependent JPEG Group (IJG)の創立者。[8]
- リレーショナルデータベースのPostgreSQL 開発コミュニティのコアメンバ。 [9]
- Portable Network Graphics (PNG)仕様の共著者。[10]
- Tagged Image File Format (TIFF) アドバイザリコミッティのメンバ。

### PostgreSQL
- PostgreSQL 開発コミュニティの中心を担うコアメンバの一員である。
- 彼は、コアメンバの一員の中でもPostgreSQL の新機能開発、性能向上、バグフィックスなどのすべての分野に関わっている最も強力な開発者である。[11]
- オプティマイザの責任者である。[12]

### Independent JPG Group (IJG)
- JPEG画像圧縮方式のフリーライブラリlibjpegを開発し、広めるための非公式団体IJGを創立した。
- 1991年10月7日にJPEGの最初のバージョンがリリースされた。

### PNG
- Portable Network Graphics (PNG)version 1.0の仕様をトーマス・ボーテルとその他のコントリビュータと共著で定めた。
- トム・レーンは、PNG仕様 version 1.1のContributing Editorを務めた。

### TIFF
- Tagged Image File Format (TIFF) アドバイザリコミッティのメンバである。

## 著作
- Thomas G. Lane, JPEG FAQ
- Thomas G. Lane, PostgreSQL Concurrency Issues
- Thomas G. Lane, User interface software structures
- Thomas G. Lane, Studying Software Architecture Through Design Spaces and Rules

## その他
- Doom 3 のreadmeに記載がある。[13]